# جایزه ولف در فیزیک
جایزهٔ ولف در فیزیک هر سال یک بار توسط بنیاد ولف در اسرائیل داده می‌شود. این، یکی از شش جایزه‌ای است که بنیاد ولف هر سال اعطا می‌کند؛ بقیه در زمینه‌های شیمی، کشاورزی، ریاضی، پزشکی و هنر داده می‌شوند.
جایزه ولف در فیزیک و در شیمی معمولاً ارزشمندترین جوایز در زمینه خودشان، بعد از جایزه نوبل محسوب می‌شوند.
.

## دریافت کننده ها[۲]
| سال     | نام                                       | ملیت                                                     | دلیل |
| ------- | ----------------------------------------- | -------------------------------------------------------- | --- |
| ۱۹۷۸    | چین-شیونگ وو                              | ایالات متحده، (دورگه چینی آمریکایی)                      | برای تحقیقات دربارهٔ نیروی هسته‌ای ضعیف، کمک به ایجاد شکل دقیق برابری نیروهای طبیعت.                                                               |
| ۱۹۷۹    | جرج اولنبک                                | هلند / ایالات متحده                                      | به خاطر کشف اسپین الکترون (مشترک با گودسمیت). |
| ۱۹۷۹    | جوزپه اوکیالینی                           | ایتالیا                                                  | برای کمک به کشف کردن جفت‌سازی و پیون. |
| ۱۹۸۰    | مایکل فیشر لئو کادانوف کنت ویلسن          | ایالات متحده آمریکا · ایالات متحده · ایالات متحده        | برای تحقیقات در بارهٔ رفتار بحرانی فازها در هنگام تغییر فاز‌های مختلف ترمودینامیکی.                                                                |
| ۱۹۸۱    | فریمن دایسون گراردوس توفت ویکتور وایسکاپف | بریتانیا / ایالات متحده ; · هلند; · اتریش / ایالات متحده | برای مشارکت‌ها دربارهٔ نظریه نظریه میدان‌های کوانتومی.                                                                                              |
| ۱۹۸۲    | لیان لدرمن مارتین لویز پرل                | ایالات متحده                                             | برای کشف‌های تجربی خود دربارهٔ رفتارهای کوارکها و لپتونها.                                                                                         |
| ۱۹۸۳/۸۴ | اروین هان                                 | ایالات متحده                                             | برای کشف ردیف تصویرسازی اسپین اکو و پدیده شفافیت.                                                                                                |
| ۱۹۸۳/۸۴ | پیتر هیرش                                 | بریتانیا                                                 | برای توسعه میکروسکوپ الکترونی عبوری به عنوان یک ابزار جهانی برای مطالعه ساختار ماده کریستالی.                                                    |
| ۱۹۸۳/۸۴ | تئودور میمن                               | ایالات متحده                                             | به خاطر ساخت نخستین لیزر، لیزر پالس سه مرحله‌ای یاقوت.                                                                                            |
| ۱۹۸۵    | کانیرز هرینگ فیلیپ نزیر                   | ایالات متحده · فرانسه                                    | برای تحقیقات در نظریه بنیادی مواد جامد و رفتار الکترون‌ها در فلزات.                                                                               |
| ۱۹۸۶    | میچل فایگنباوم                            | ایالات متحده                                             | برای تحقیقات در نظریه آشوب و تأثیر سامانه غیرخطی در آن.                                                                                          |
| ۱۹۸۶    | آلبرت جی. لیبچبر                          | فرانسه / ایالات متحده                                    | به خاطر توضیح آزمایشگاهی فوق‌العاده وی در مورد گذار به آشفتگی و آشوب در سیستم‌های دینامیکی.                                                        |
| ۱۹۸۷    | هربرت فریدمن                              | ایالات متحده                                             | برای بررسی پرتوهای ایکس خورشیدی. |
| ۱۹۸۷    | برونوو روسی ریکاردو جیاکونی               | ایتالیا / ایالات متحده · ایتالیا / ایالات متحده          | برای کشف منابع اشعه ایکس فراخورشیدی و مشخص سازی فرآیندهای فیزیکی آنها.                                                                           |
| ۱۹۸۸    | راجر پنروز استیون هاوکینگ                 | بریتانیا · بریتانیا                                      | توسعهٔ نظریه نسبیت عام. |
| ۱۹۸۹    | اهدا نشد.                                 |                                                          | |
| ۱۹۹۰    | پیر-ژیل دوژن دیوید جی تاولس               | فرانسه; · بریتانیا / ایالات متحده                        | تحقیقات در بارهٔ فیزیک ماده چگال. |
| ۱۹۹۱    | موریس گولدهابر والنتین تلگدی              | ایالات متحده; · سوئیس / ایالات متحده                     | تحقیقات در مورد نیروی هسته‌ای ضعیف و لپتون‌ها. |
| ۱۹۹۲    | جوزف تیلور                                | ایالات متحده                                             | برای کشف خود یک تپ‌اختر رادیویی در حال چرخش و بهره‌برداری آن به منظور بررسی نظریه نسبیت عام با دقت بالا.                                           |
| ۱۹۹۳    | بنوا مندلبرو                              | فرانسه / ایالات متحده                                    | برای تحقیقات در مورد شناخت و چگونگی وقوع فراکتالها.                                                                                              |
| ۱۹۹۴/۹۵ | ویتالی لازاریویچ گینزبرگ                  | روسیه                                                    | به خاطر دست‌آوردهایش در نظریه ابررسانایی و نظریه فرایندهای با انرژی بالا در اخترفیزیک.                                                            |
| ۱۹۹۴/۹۵ | یوایچیرو نامبو                            | ژاپن / ایالات متحده                                      | برای ادای سهم خود در مورد نظریه ذرات بنیادی، از جمله به رسمیت شناختن خود به خود شکستن تقارن در قیاس با نظریه ابررسانایی، و کشف نیروی هسته‌ای قوی. |
| ۱۹۹۵/۹۶ | اهدا نشد.                                 |                                                          | |
| ۱۹۹۶/۹۷ | جان ویلر                                  | ایالات متحده                                             | به خاطر کارهایش در فیزیک سیاه چاله‌ها، گرانش کوانتومی و نظریه‌های پراکندگی هسته‌ای و شکافت هسته‌ای.                                                  |
| ۱۹۹۸    | یاکیر آهارونوف مایکل بری                  | اسرائیل · بریتانیا                                       | برای کشفاثر بوهم-آهارونوف و فاز بری. |
| ۱۹۹۹    | دانیل شختمن                               | اسرائیل                                                  | برای کشف تجربی شبه‌کریستال، مواد جامد غیر تناوبی دارای سفارش دوربرد، که الهام بخش اکتشاف یک حالت جدیدی از ماده شد.                                |
| ۲۰۰۰    | ریموند دیویس پسر ماساتوشی کوشیبا          | ایالات متحده · ژاپن                                      | برای تحقیقات در مورد نوترینوها. |
| ۲۰۰۱    | اهدا نشد.                                 |                                                          | |
| ۲۰۰۲/۰۳ | برترند هالپرین آنتونی جیمز لگت            | ایالات متحده; · بریتانیا / ایالات متحده                  | برای کشف پدیده‌های کوانتومی ماکروسکوپیک. |
| ۲۰۰۴    | رابرت بروت فرانسوا انگلرت پیتر هیگز       | بلژیک · بلژیک · بریتانیا                                 | برای ارائه نظریه پیمانه‌ای. |
| ۲۰۰۵    | دنیل کلپنر                                | ایالات متحده                                             | به خاطر کارهای برجسته در فیزیک اتمیِ سامانه‌های هیدروژنی، شامل پژوهش در مورد میزر هیدروژنی، اتم‌های ریدبرگ و چگالش بوز-اینشتین.                     |
| ۲۰۰۶/۰۷ | آلبر فر پتر گرونبرگ                       | فرانسه · آلمان                                           | برای کشف مقاومت مغناطیسی بزرگ. |
| ۲۰۰۸    | اهدا نشد.                                 |                                                          | |
| ۲۰۰۹    | اهدا نشد.                                 |                                                          | |
| ۲۰۱۰    | جان کلوسر آلن اسپه آنتون تسایلینگر        | ایالات متحده · فرانسه · اتریش                            | برای کمک‌های مفهومی و تجربی دربارهٔ فیزیک پایه کوانتوم.                                                                                            |
| ۲۰۱۱    | ماکسیمیلیان هایدر هارالد روز کنوت اوربان  | اتریش · آلمان · آلمان                                    | برای توسعه میکروسکوپ الکترونی. |
| ۲۰۱۲    | یاکوب بکنشتاین                            | اسرائیل                                                  | تحقیق در بارهٔ سیاه چاله‌ها. |
| ۲۰۱۳    | پیتر تسولر خوان ایگناسیو سیراک ساستوراین  | اتریش · اسپانیا                                          | تحقیق دربارهٔ کوانتوم گازی شکل. |
| ۲۰۱۴    | اهدا نشد.                                 |                                                          | |
| ۲۰۱۵    | جیمز بجورکن                               | ایالات متحده آمریکا                                      | تحقیق دربارهٔ نظریه کوانتوم. |
| ۲۰۱۵    | رابرت کرشنر                               | ایالات متحده آمریکا                                      | برای ساخت محیطی مصنوعی. |
| ۲۰۱۶    | یوسف امری                                 | اسرائیل                                                  | برای انجام تحقیقات دربارهٔ فیزیک مزوسکوپی. |
| ۲۰۱۷    | میشل مایر دیدیه کلاز                      | سوئیس · سوئیس                                            | کشف یک سیاره فرا خورشیدی در حال چرخش. |